# Gharaunda
Gharaunda é uma cidade no distrito de Karnal, no estado indiano de Haryana.

## Geografia
Gharaunda está localizada a 29° 32′ N, 76° 58′ L. Tem uma altitude média de 213 metros (698 pés).

## Demografia
Segundo o censo de 2001, Gharaunda tinha uma população de 30 179 habitantes. Os indivíduos do sexo masculino constituem 54% da população e os do sexo feminino 46%. Gharaunda tem uma taxa de literacia de 67%, superior à média nacional de 59,5%: a literacia no sexo masculino é de 74% e no sexo feminino é de 59%. Em Gharaunda, 14% da população está abaixo dos 6 anos de idade.